# Sluck
Sluck (bjeloruski i ruski: Слуцк) je grad u Bjelorusiji udaljen oko 100 km južno od glavnog grada Minska. Godine 2010. imao je 61.400 stanovnika. 

## Povijest
Prvi put se spominje 1116. godine. Bio je glavni grad nezavisne pokrajine 1160. godine. Kasnije je bio pod litvanskom i poljskom upravom te u posjedu plemićkih obitelji Olelkovich i Radziwiłł, koji su grad pretvorili u središte poljskih protestanata. Od 17. stoljeća središte je proizvodnje posebnih pojaseva, koje je nosilo poljsko i litvansko plemstvo. Sluck je bio središte neuspješnog ustanka protiv boljševika 1920. godine. U gradu je bilo mnogo Židova, ali su masovno stradali za vrijeme Drugog svjetskog rata od nacista kao i Bjelorusi.